# Diplecogaster bimaculata
Diplecogaster bimaculata é uma espécie de peixe pertencente à família Gobiesocidae.
A autoridade científica da espécie é Bonnaterre, tendo sido descrita no ano de 1788.

## Portugal
Encontra-se presente em Portugal, onde é uma espécie nativa.

## Descrição
Trata-se de uma espécie marinha. Atinge os 6 cm de comprimento padrão nos indivíduos do sexo masculino.